# 行政改革推進事務局
行政改革推進事務局（日语：／）是，以前日本的內閣官房設置的機關。

## 年表
- 2001年1月6日，為了進行有關「行政改革大綱」的內容的具體的制度設計，至內閣官房設置[1]。
- 2006年6月，廢止。

## 組織
- 行政改革推進調整室
- 特殊法人等推進改革室
- 公務員制度等推進改革室
- 行政託付型公益法人等推進改革室

## 外部鏈接
- 行政改革推進事務局 （网站时光机 2005年2月4日）